# Slavíkovice
Slavíkovice település Csehországban, a Třebíči járásban. Slavíkovice Mladoňovice, Lhotice, Kdousov, Kostníky és Jemnice településekkel határos. Lakosainak száma 181 fő (2024. január 1.).

## Népesség
A település lakosságának változását az alábbi diagram mutatja:
| Lakosok száma | 271  | 354  | 340  | 302  | 273  | 228  | 200  | 204  | 192  | 181  |
|               | 1869 | 1890 | 1921 | 1950 | 1980 | 2001 | 2017 | 2019 | 2022 | 2024 |